# Galium heldreichii
Galium heldreichii är en måreväxtart som beskrevs av Eugen von Halácsy. Galium heldreichii ingår i släktet måror, och familjen måreväxter. Inga underarter finns listade i Catalogue of Life.